# Petite Chamberonne
Pour les articles homonymes, voir Chamberonne (homonymie).
La Petite Chamberonne est une rivière du canton de Vaud, en Suisse, et un affluent de la Sorge. Elle ne doit pas être confondue avec la Petite Chamberone, ou Révérulaz, qui prend sa source à l'ouest de Sullens.

## Hydronymie
La Petite Chamberonne tire son nom de la même origine que sa sœur la Chamberonne. Ce nom est d'origine gauloise. Le mot combero signifie confluent. En effet, la Petite Chamberonne conflue avec la Chamberonne pour faire surgir la Sorge.

## Géographie
La rivière prend sa source dans le Gros-de-Vaud au lieu-dit des Neuf Fontaines, sur le territoire de la commune d'Étagnières. Ce lieu se situe à l'extrême nord du bassin du Rhône au pied d'une petite colline. De l'autre côté se trouve le Talent appartenant au bassin versant du Rhin. En partie à l'air libre et en partie souterraine, la rivière descend en direction du sud et passe sous la ligne de chemin de fer Lausanne – Bercher au nord de la halte Les Ripes. La rivière entre alors sur la commune de Cheseaux-sur-Lausanne. Au-dessus du lieu-dit Aux Perrevuis, elle reçoit un petit ruisseau sans nom. La rivière forme ensuite un petit lac artificiel, dit le lac à Thonney. Elle continue en direction du sud et marque la limite avec la commune de Crissier. Elle finit par entrer entièrement dans cette dernière et dans le bois de la Chasse, lorsqu'elle arrive à la limite avec la commune de Villars-Sainte-Croix elle conflue avec la Chamberonne pour former la Sorge,.
La Petite Chamberonne fait partie des 38,3 km2 du bassin versant de la Chamberonne.

## Faune
La truite Fario est présente dans la Petite Chamberonne. En 2012, l'inspection de la pêche du canton de Vaud en relève la capture de 5 individus.